# Altes Hallenbad (Heidelberg)
Das Alte Hallenbad ist ein ehemaliges Hallenbad im Heidelberger Stadtteil Bergheim. Der 1906 eröffnete Jugendstil-Bau wurde 1981 geschlossen. Nach jahrelangem Leerstand wurde er von 2013 bis 2016 für Gastronomie, Einzelhandel und Veranstaltungen genutzt.

## Geschichte

Die Schwimmhalle in den 1920er Jahren

Wie in vielen anderen deutschen Städten entstanden um 1900 auch in Heidelberg Pläne für ein Hallenschwimmbad. Der Zimmermann Alois Veth kam dabei der Stadt zuvor und ließ auf seinem Grundstück zwischen der Bergheimer Straße und den damaligen Gleisanlagen des Hauptbahnhofes das erste Hallenbad in Heidelberg errichten. Die Pläne dafür stammten vom Heidelberger Architekten Franz Sales Kuhn nach dem Vorbild des von Carl Hocheder errichteten Müllerschen Volksbades in München. Der Bau vereinigt Klassizismus und Jugendstilelemente mit an die Antike anlehnenden Formen. Im Februar 1903 wurde mit dem Bau begonnen, am 24. Juni 1906 wurde das Bad eröffnet. Da Veth sich verkalkuliert hatte und in Konkurs gegangen war, wurde das Hallenbad ein Jahr später von der Stadt Heidelberg für 521.000 Mark übernommen. 1950 wurde es umfassend renoviert, wobei die ursprünglich farbige Gestaltung einem einheitlichen Weiß weichen musste.
1967 wurde das Bad in ein Familienbad umgewandelt und die Geschlechtertrennung aufgehoben, was den Bau eines Verbindungstraktes nötig machte. Das Bad wurde zwar modernisiert, aber die dringend notwendige Grundsanierung unterblieb. In den 1970er Jahren befürworteten viele, insbesondere auch der damalige Oberbürgermeister Reinhold Zundel, den Abriss des hygiene- und sicherheitstechnisch nicht mehr zeitgemäßen Gebäudes, das allerdings 1978 unter Denkmalschutz gestellt wurde.
1981 wurde der Badebetrieb aus Sicherheitsgründen eingestellt. In der Folge gab es zahlreiche Pläne und Versuche, das Gebäude anderweitig zu nutzen. Eine Zeit lang dienten die beiden Schwimmhallen als Proberäume für Theater und Orchester. Vorschläge reichten von einer Nutzung als Theater mit Café, Läden und Büros bis zu einer Umgestaltung zur Synagoge mit Mikwe im alten Dampfbad.
Das Schicksal des Hallenbades sorgte für kontroverse Diskussionen sowohl in der Politik als auch in der Bevölkerung. Eine Bürgerinitiative setzte sich ebenso wie das Landesdenkmalamt für eine Wiedereröffnung als Bad ein.

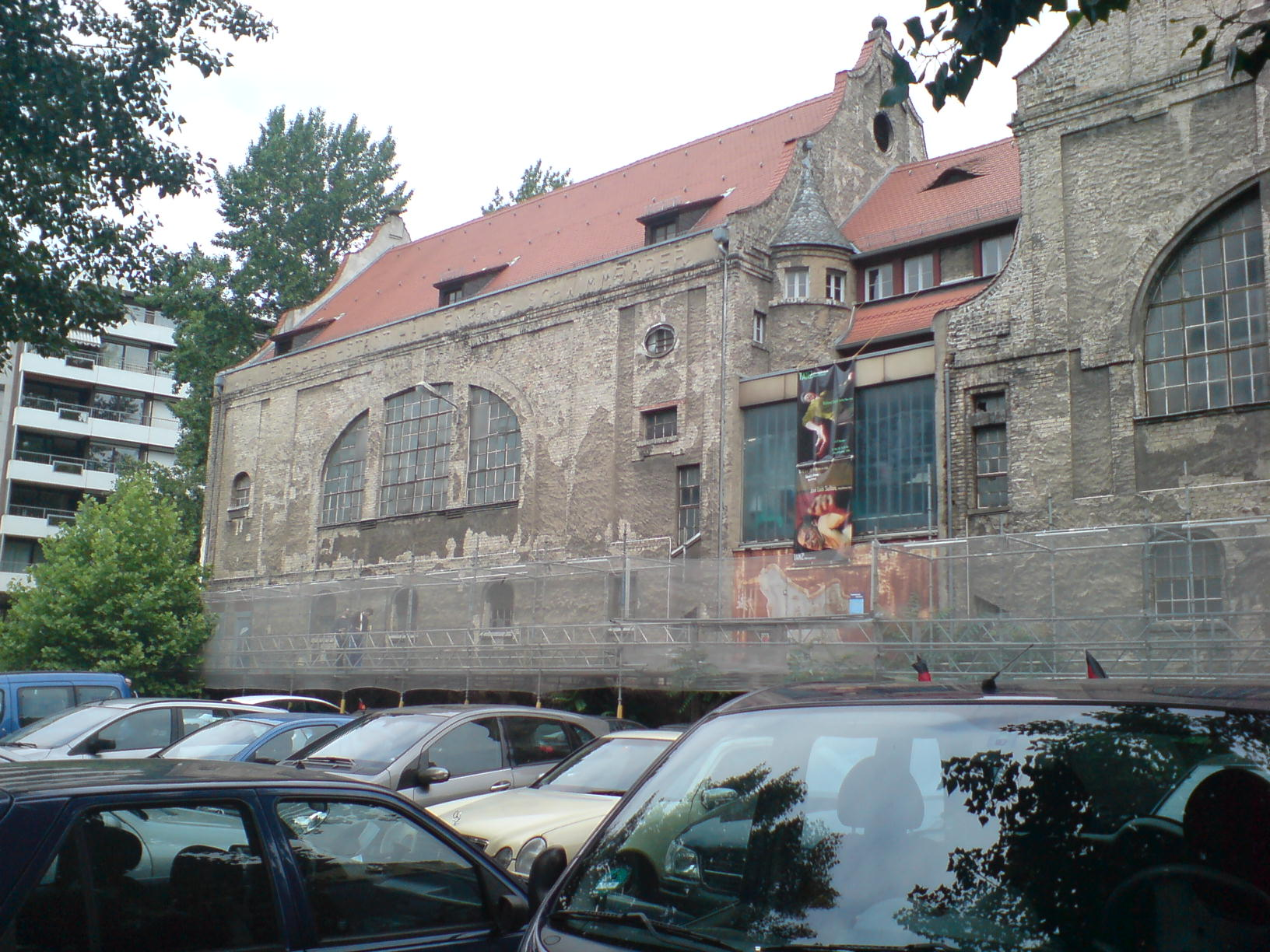
Das Hallenbad vor der Sanierung (2008)

1989 beschloss der Gemeinderat, das Hallenbad zu sanieren, die Umsetzung scheiterte allerdings aus finanziellen Gründen. Auf eine überregionale Ausschreibung bewarben sich 1997 mehrere Interessenten mit unterschiedlichen Nutzungskonzepten, keines der Projekte wurde jedoch verwirklicht. Ab 1998 wurden die Dächer und der Dachstuhl gesichert, ab 2006 wurden die Räumlichkeiten als Theater und als Disco genutzt. 2007 wurde das Alte Hallenbad zum Verkauf ausgeschrieben; aufgrund juristischer Formfehler musste die Ausschreibung europaweit wiederholt werden. Daraufhin kaufte 2008 der Heidelberger Immobilienunternehmer Hans-Jörg Kraus als einziger verbleibender Bieter das Gebäude für 600.000 Euro sowie ein benachbartes Haus für rund 470.000 Euro. Kraus ließ das Ensemble ab 2010 für rund 28 Millionen Euro sanieren und für die Nutzung als Markthalle, Hotel und Veranstaltungshaus umbauen. Im Frühjahr 2013 wurde das Alte Hallenbad mit rund 9000 Quadratmetern Mietfläche für Gewerbemieter wieder eröffnet.
Die als Markthalle genutzte ehemalige Männerschwimmhalle wurde ab Dezember 2013 erneut umgebaut und im November 2014 wiedereröffnet. Statt einem Food-Court mit unterschiedlichen Imbissständen wurden nun Lebensmittel und Einrichtungsgegenstände angeboten.
Nachdem die Markthalle im Dezember 2016 schließen musste, wird das Männerbad seit September 2017 von den Körperwelten, einer seit 1996 bestehenden Wanderausstellung plastinierter, überwiegend menschlicher Körper, für eine Dauerausstellung genutzt.
Das Frauenbad, die Arkaden und die Dach-Lounge, die auch die 1. Heidelberger Koch- und Grillschule beherbergt, sind heute Tagungs- und Veranstaltungshaus.

## Beschreibung

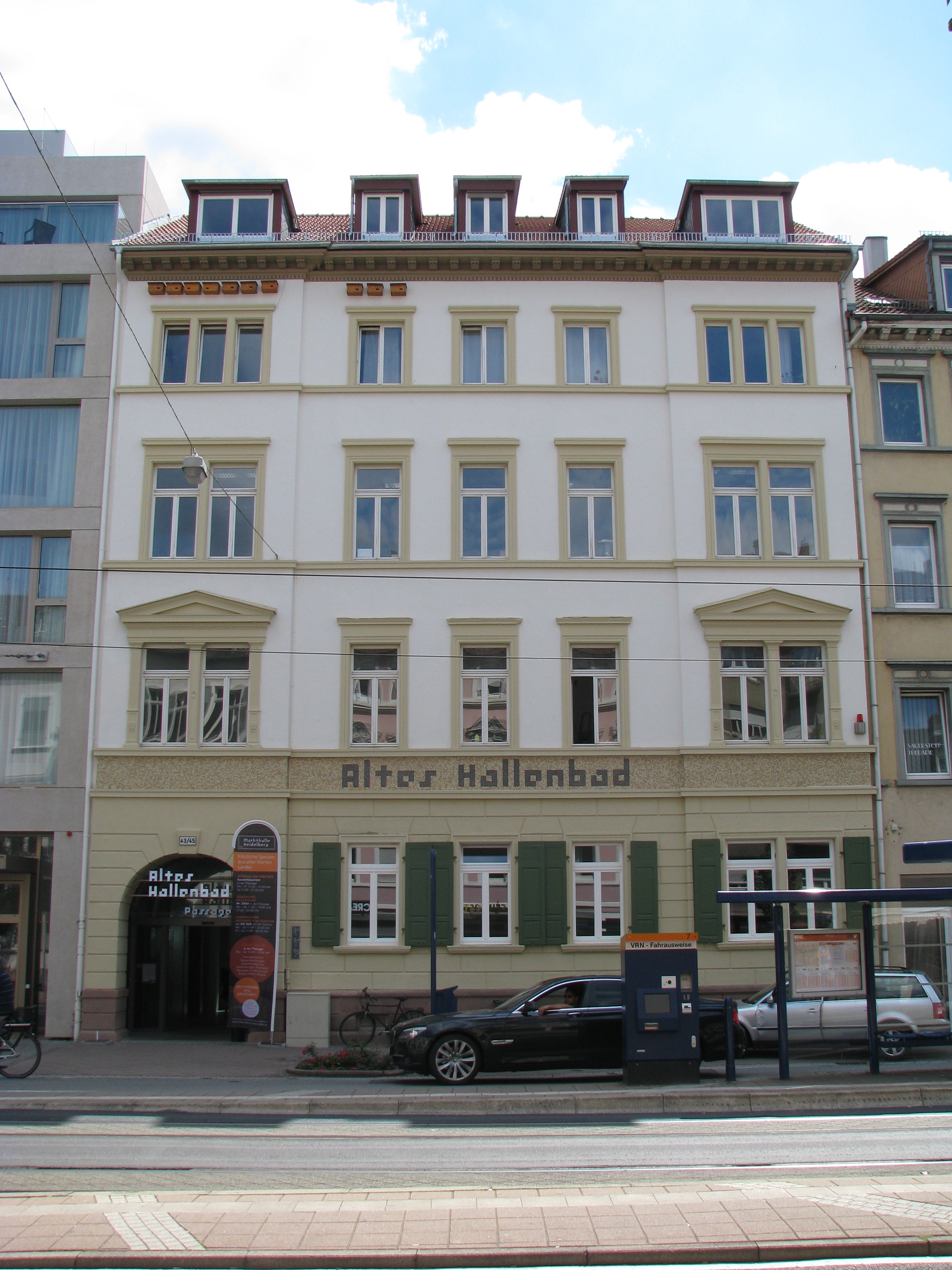
Fassade zur Bergheimer Straße

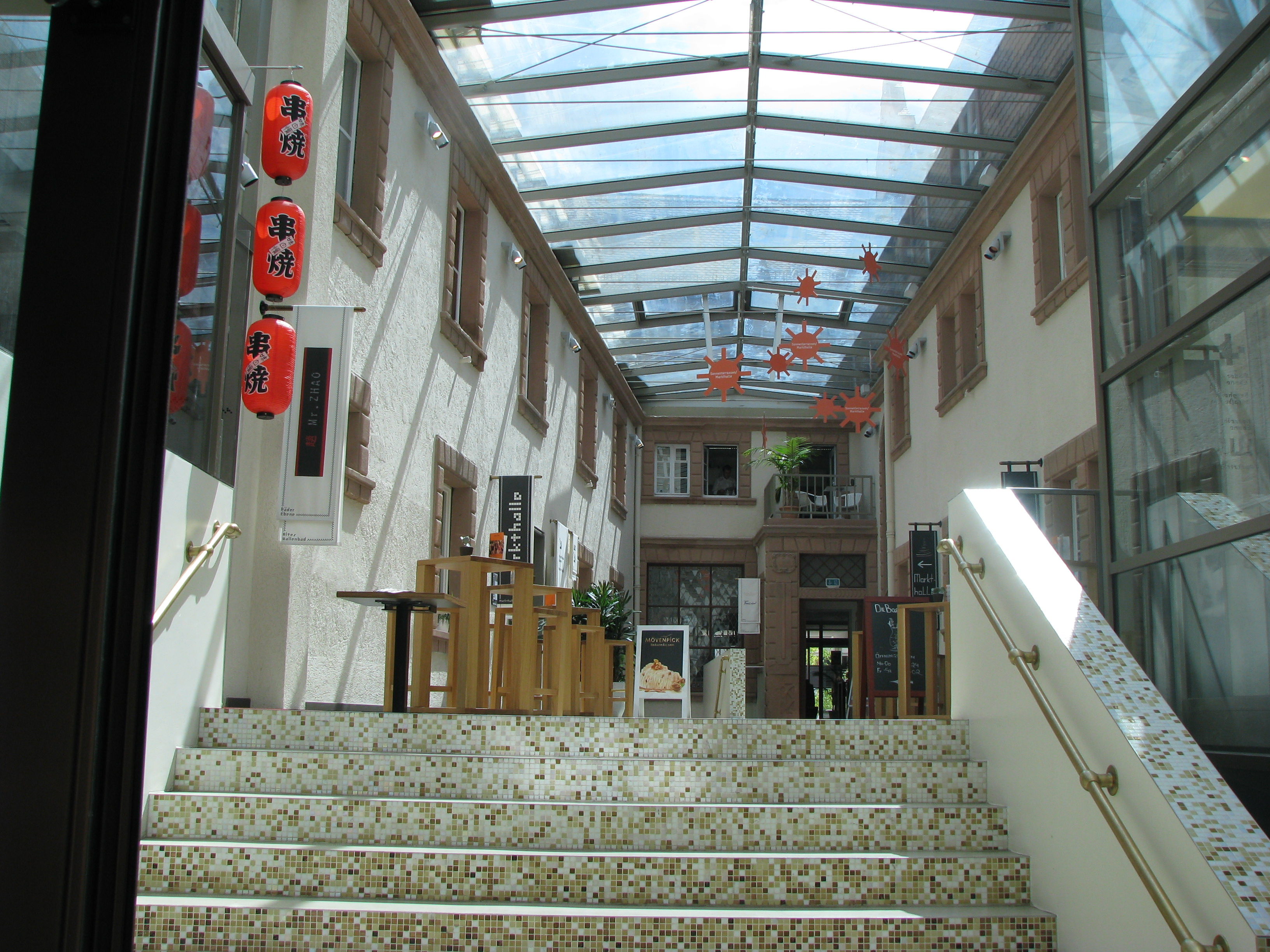
Innenhof

### Hallenbad
Der Gebäudekomplex steht auf einem unregelmäßigen Grundstück, das zur Bergheimer Straße durch Wohngebäude begrenzt war. Der repräsentative Haupteingang sollte auf der Südseite liegen. Da der lange geplante Abbruch der dort liegenden Bahnanlagen aber erst nach dem Zweiten Weltkrieg erfolgte, blieb es bei einem Provisorium. Die Südfassade blieb relativ wenig gegliedert, der geplante vorgesetzte Arkadengang wurde nicht verwirklicht. Der Zugang erfolgte von der Bergheimer Straße, durch einen Innenhof erreichte man das zentral zwischen den Schwimmhallen gelegene Eingangsvestibül mit der Kasse.
Im Inneren befand sich die Männerschwimmhalle auf der Ost-, die kleinere Frauenschwimmhalle auf der Westseite. Die Schwimmhallen umfassten jeweils ein von gelbem Sandstein eingefasstes Becken, an den Wänden befanden sich hölzerne Umkleidekabinen, darüber verlief eine Galerie. Die Kassettendecken waren aus Beton mit einer von Kuhn entwickelten und patentierten Technik gefertigt.
Im Erdgeschoss und im ersten Obergeschoss befanden sich die Wannenbäder erster und zweiter Klasse sowie das Dampfbad, das im Damenbad mit einer flachen Kuppel, im Männerbad mit einem Tonnengewölbe gestaltet war. Im Zentralraum mit dorischen Säulen befanden sich unter einer Kuppel Duschen und ein Tauchbecken.
Im Keller befanden sich die Reinigungsbäder der dritten Klasse sowie das Hundebad. Dort war auch die für damalige Verhältnisse hochmoderne Technik mit Pumpen und einem ausgeklügelten Lüftungssystem untergebracht. Das Bad verfügte über eine Kohle-beheizte Kesselanlage, mit der nicht nur Wärme, Dampf und Warmwasser, sondern auch Strom für die elektrische Beleuchtung erzeugt wurde.

### Nach dem Umbau 2013
Die Südseite zur Poststraße bildet heute die Hauptfassade, sie erhielt eine eingeschossige Vorhalle, wie sie schon in den Plänen Kuhns vorgesehen war. Auf der Zugangsebene von Süden, dem ehemaligen Untergeschoss, befinden sich ein Biosupermarkt und ein Restaurant.
Das Männerbad diente bis Ende 2013 als Markthalle mit gastronomischen Angeboten. Die Halle mit der Galerie und der Kassettendecke blieb erhalten und wurde mit einem neuen Baukörper in der Mitte des Raumes versehen, an den Stellen der ehemaligen Umkleidekabinen befanden sich die Marktstände. Das sanierte Frauenbad sowie die Dach-Lounge wird für Veranstaltungen genutzt, das frühere Dampfbad beherbergt heute eine Salzoase.
Der alte Zugang von der Bergheimer Straße führt in einen Innenhof, in den ein Zwischengeschoss eingezogen wurde und der mit einem Glasdach versehen wurde.
Weitere Räume und moderne Anbauten beherbergen ein Hotel, Restaurants und Büros.